# Fabio Luigi Lionello
Fabio Luigi Lionello (* 23. Januar 1960 in Rom) ist ein italienischer Fernseh- und Theaterregisseur.
Lionello, Sohn des Schauspielers Oreste Lionello, wirkte als Synchronsprecher und arbeitete viel für das Radio, bevor er einige Male Regieassistent bei Filmen seines langjährigen Weggefährten Pier Francesco Pingitore und von Francesco Nuti sowie anderen wurde, bevor er 1997 mit dem nur ans Fernsehen verkauften Ladri si diventa als Regisseur sein Debüt vorlegte. Nach zahlreichen Arbeiten für das Theater war er wieder für verschiedenste Fernsehformate aktiv.

## Filmografie (Auswahl)
- 1997: Ladri si diventa